# Сражение у Якобштадта
Сражение у Якобштадта (швед. Slaget vid Jakobstadt) — сражение, состоявшееся 25 июля (5 августа) 1704 года (26 июля по шведскому календарю) в ходе Северной войны, между русско-литовским войском под командованием Великого гетмана литовского князя М. Вишневецкого и генерал-майора Б. С. Корсака и шведско-литовским корпусом генерал-лейтенанта А. Л. Левенгаупта и виленского воеводы К. Сапеги. Закончилось поражением русско-литовских войск.

## Предыстория
В кампании 1704 года русский царь Пётр I планировал захватить Нарву и Дерпт, а также оказать помощь своим польско-литовским союзникам, действовавшим в Литве и Курляндии.
Русский вспомогательный корпус под началом генерал-майора Б. С. Корсака (включал рейтарский полк Г. Д. Рыдванского, полк поместных драгун полковника С. И. Станкевича и полк смоленской шляхты) получил приказ Петра I выдвинуться из Смоленска в Литву на соединение с гетманом М. Вишневецким. Генерал-фельдмаршал Б. П. Шереметев выделил в поддержку Корсаку из состава Большого полка драгунский полк Г. А. Сухотина. Кроме того, в составе литовского войска М. Вишневецкого уже находились два русских стрелецких полка (Юрия Нечаева и Михаила Протопопова).
19 июня 1704 года[по какому календарю?] отряд шведов и сторонников К. Сапеги захватил Друю, нанеся поражение пяти литовским хоругвям драгун и рейтар и взяв в плен их командира Карпа Хризостома.
22 июня[по какому календарю?] генерал Б. С. Корсак получил письмо с выговором от Петра за промедление с выступлением в поход. Это письмо возымело своё действие: уже 3 июля отряд Корсака соединился в Полоцке с драгунским полком Сухотина и продолжил поход в Курляндию.
Между тем литовская армия М. Вишневецкого, не дождавшись русского отряда Б. С. Корсака, осадила крепость Зельбург. Узнав об этом, шведский генерал А. Л. Левенгаупт соединился с литовцами виленского воеводы Казимира Сапеги и двинулся против Вишневецкого, который снял осаду и отступил к Якобштадту.
25 июля (5 августа) 1704 года у Якобштадта к литовцам М. Вишневецкого подошёл отряд Б. С. Корсака; в тот же день шведы А. Л. Левенгаупта и литовцы К. Сапеги настигли союзников и навязали им сражение.

## Силы и построение армий сторон
Корпус Левенгаупта насчитывал в строю 3080 чел., в т. ч. 1597 пехоты, 1406 кавалерии и 77 артиллеристов с 16 орудиями. Войска Сапеги насчитывали, по данным Роберта Петре (шведский солдат, участник Северной войны. Пленён под Переволочной, позже вернулся в Швецию и умер в 1725 году), около 5 тыс. литовской конницы, 400 драгун подполковника Буды, 200 янычар и 400 чел. «венгерской» пехоты — всего около 6 тыс. чел. при как минимум 2 орудиях. Таким образом, всего союзники имели около 9 тыс. чел. при 18 орудиях.
По оценке Красикова, шведско—литовская армия состояла из 3100 шведских солдат и 2700 литовских. О количестве артиллерии он не сообщает.
Союзники успели прибыть в Якобштадт утром 5 августа за несколько часов до шведской атаки. Точная численность и организация литовских войск неизвестна. Согласно отчёту Вишневецкого, литовская армия в кампанию 1704 г. состояла из 3 гусарских, 36 панцирных и 61 казачьей хоругви, 8 рот рейтар и 21 корнета драгун. «Чужеземная» пехота состояла из 3 полков, эскадрона и 2 отдельных рот, также были янычарская и 4 «венгерские» хоругви. Вероятно, большая часть из них были под Якобштадтом. Польские источники упоминают присутствие как минимум 2 гусарских, 50 панцирных и казачьих хоругвей, 8 рот рейтар и 12-15 корнетов драгун, а также 13 хоругвей пехоты. Роберт Петре в своём дневнике указывает, что у Вишневецкого было 4 тыс. пехоты под командованием генерала Синицкого, 1500 драгун генерала Бирна, 300 личных рейтар и панцирных самого князя, а также 6 тыс. «национальной» (гусары, панцирные казаки и пятигорцы, валахи и татары) кавалерии. Всего около 11 800 человек. По другим данным, численность литовцев под Якобштадтом шведы оценивают в 650 пехоты и 7 тыс. кавалерии. Более достоверной В. С. Великанову и С. Л. Мехневу кажется последняя оценка. С учётом 2,7 тыс. чел. в четырёх конных полках Корсака и 1678 стрельцов общая численность союзных войск составляла около 12-12,5 тыс. чел., в т. ч. около 2,5 тыс. пехоты с 21 орудием (если для литовцев использовать данные Петре в 11 800 человек, то вместе с русскими подразделениями армия будет насчитывать чуть более 16 тысяч человек). Корсак в своей отписке указывал, что хотел уклониться от полевого сражения, но оба литовских гетмана настояли на его участии, сказав, что в крайнем случае будут биться без русских.
Союзные литовско-русские войска утром 5 августа заняли позиции в поле перед Якобштадтом. Правый союзный фланг упирался в один из рукавов Двины, а левый — в лесной массив. Позади союзной линии протекала река Двина, вдоль которой из Якобштадта на юго-восток шла дорога к Динабургу, которая была единственным путём к отступлению в случае поражения. На правом фланге под командованием великого гетмана литовского М. Вишневецкого находилось 2 гусарские хоругви, около 30 панцирных и казачьих хоругвей, 800 литовских рейтар и 1200 драгун. В центре расположились оба стрелецких полка, Нечаева и Протопопова, и литовская пехота, а также, видимо, вся союзная артиллерия. На левом фланге находились 20 литовских панцирных и казачьих хоругвей польного литовского гетмана Г. Огинского, а также русская кавалерия Корсака.
Красиков пишет, что литовцев было 7650 человек, а русских 3600 (2000 пехотинцев и 1600 драгун). Всего — 11250 человек и 23 орудия.

## Ход сражения

### Кратко
Бой получился ожесточённым, но скоротечным. Первые атаки литовцев Сапеги союзным русско-литовским войском были отбиты. Однако когда в дело вступили шведы, отразить их натиск и напор союзникам не удалось. Сражение закончилось бегством русских и союзных им литовцев.

### Подробно
Исходя из особенности местности, Левенгаупт запланировал первую атаку на своём правом фланге, надеясь одним ударом отрезать противнику путь к отступлению и зажать его в излучине реки Двины. Однако атака пехоты Стакельберга и литовской конницы Завиши на этом фланге была отбита, и шведы были вынуждены отойти в лес для перестроения. В это время в центре русская пехота, видимо, сама перешла в наступление и отбросила противостоящую ей литовскую пехоту Сапеги, захватив 2 орудия. Запоздавшая атака шведской пехоты Брюкнера и Менцера на правом фланге была успешна, литовцы бежали, позволив шведам зайти во фланг русской пехоте центра. Попытка Вишневецкого с пятью хоругвями (в т.ч. двумя гусарскими), взятыми с левого фланга, остановить шведов Брюкнера была отбита. Стремясь избежать окружения, союзники были вынуждены начать отход вдоль Двины. К счастью для них, шведская пехота и литовская кавалерия напротив левого фланга ещё не успели оправиться после неудачного начала боя и не смогли замкнуть окружение, перерезав дорогу из Якобштадта на юго-восток вдоль реки. Завиша написал в своих мемуарах, что они преследовали беспорядочно отступающих союзников 20 миль, однако это следует считать преувеличением. Бой закончился в 8 вечера, и вести преследование в темноте было невозможно.

## Потери
Потери союзников шведы оценили в 2300 убитыми и 287 (по другим данным — 230) пленными. Среди пленных Петре упоминает (без указания национальностей) пять капитанов, двух капитан-лейтенантов, 9 лейтенантов, 11 прапорщиков и корнетов, 24 унтер-офицера, 236 рядовых. Шведские данные о потерях союзников, вероятно, сильно завышены. Общие потери русско-литовской армии убитыми и пленными составили, по оценке В. С. Великанова и С. Л. Мехнева, около 1-1,2 тыс. чел., в т. ч. потери русских полков — около 600 чел. убитыми и пленными. Вновь, как и под Салатами, основные потери понесли стрелецкие полки Нечаева (234 не вышедших с боя и 70 раненых) и Протопопова (251 не вышедший с боя), а также драгуны Сухотина (101 убитый и 50 раненых). Шведами были захвачены союзный обоз (видимо, только отряда Вишневецкого, т. к. Корсак и Огинский шли «налегке»), 21 орудие, 30 знамён и 11 штандартов.
По данным В. А. Красикова, потери литовско-русских союзников составили около 2300 убитых, 517 пленных (из них 287 русских), 23 орудия и обоз в 2000 телег, а также 37 знамён и 4 штандарта.
Шведы потеряли, согласно официальным реляциям, двух офицеров, трёх унтер-офицеров и 52 солдата убитыми, ранеными — 8 офицеров, 6 унтер-офицеров и 167 рядовых. Литовцы Сапеги — 187 убитых, количество раненых неизвестно. Роберт Петре в своём дневнике приводит иные данные. Потери убитыми у шведов составили 95 чел., пехота Сапеги — 63, его драгуны — 11, литовская кавалерия — 75, всего 244 чел. Ранеными — 531 чел., в том числе: шведы — 270 чел., пехота Сапеги — 91, его драгуны — 15, кавалерия — 155. Всего (по оценке Петре) было убито и ранено 775 человек (365 шведских солдат и 410 польско—литовских).

## Итоги
После поражения русский отряд Б. С. Корсака отошёл к Друе.
19 (30) августа 1704 года в Нарве подписан договор о совместных действиях русского царя Петра I и саксонского курфюрста и польского короля Августа II против шведов.
20 августа[по какому календарю?] генерал А. И. Репнин получил приказ двинуться из-под Нарвы в Литву с 6 пехотными и 6 драгунскими полками.
1 (12) ноября 1704 года в сражении под Шкудами литовско-русское войско под командованием литовского гетмана М. Вишневецкого и русского полковника Г. К. Флуга нанесло поражение литовцам Я. К. Сапеги.